# Redbridge
Redbridge – dzielnica Londynu, leżąca w gminie London Borough of Redbridge.